# Gardnerycteris
Gardnerycteris é um gênero de morcegos da família Phyllostomidae.

## Taxonomia
As espécies atualmente em Gardnerycteris foram desmembradas do gênero Mimon, que revelou-se parafilético.
 O nome do gênero é uma homenagem ao mastozoólogo estadunidense Alfred Gardner.

## Espécies
- Gardnerycteris crenulata (É. Geoffroy, 1810)
- Gardnerycteris koepckeae (Gardner & Patton, 1972)
- Gardnerycteris keenani (Handley, 1960)
- Referências

1. ↑  «Mammal Species of the World - Browse: Mimon». www.departments.bucknell.edu. Consultado em 17 de janeiro de 2021
2. ↑  Natali Hurtado; Guillermo D'Elía (1 de junho de 2018). «Taxonomy of the Genus Gardnerycteris (Chiroptera: Phyllostomidae)». Acta Chiropterologica. 20 (1): 99–115. doi:10.3161/15081109ACC2018.20.1.007